# Sąd Parysa (obrazy Lucasa Cranacha starszego)
Sąd Parysa (niderl. Het oordeel van Paris) – seria obrazów olejnych autorstwa niemieckiego malarza renesansowego Lucasa Cranacha starszego.

## Geneza
Lucas Cranach stworzył cały cykl obrazów poruszający jeden wątek znany z mitologii greckiej, będący przyczyną wojny trojańskiej. Mit był opowiadany przez Homera, znalazł się w Metamorfozach Owidiusza oraz w jego innym dziele pt. Heroidy. Wspominały o nim także zapiski pochodzące z II wieku p.n.e. oraz rzymski pisarz Hyginus w swoich Fabulae.
Według mitu, Zeus nie zaprosił bogini niezgody Eris na ślub Peleusa i Tetydy. Urażona bogini przybyła na wesele i, zatrzymując się w bramie, cisnęła do wnętrza jabłko mówiąc, iż owoc należy się najpiękniejszej kobiecie. Każda z bogiń: Hera, Atena i Afrodyta przypisywały sobie tytuł najpiękniejszej. Ich spór nasilał się, aż Zeus nakazał im, by udały się na górę Ida we Frygii, do Parysa, by ten dokonał wyboru. Boginie zaprezentowały swoje walory przed Parysem i składały mu obietnice:

Junona kusiła Parysa władzą nad światem i niezmierzonymi bogactwami. Minerwa obiecała mu mistrzostwo we władaniu orężem i kunszt w sztuce. Wenus zaś oznajmiła, że otrzyma rękę Heleny z Troi, najpiękniejszej kobiety na ziemi. Wybór Parysa padł na Wenus i tak oto zdobył on rękę Heleny (Hyginus Fabulae nr 92)

## Opis obrazów
Pierwszym artystą, który przedstawił trzy nagie boginie, stojące w różnych pozycjach, był Rafael. Kierował się wersją greckiego pisarza Lukiana z II w. n.e., który wspomniał o nagości bogiń. Malarze bardzo chętnie poruszali tematy mitologiczne, by pod pretekstem przedstawienia historii bogów malować kobiece akty. Cranach wykorzystał kompozycję podobną do prac Rafaela i stworzył, prawdopodobnie na zamówienie, kilka wersji Sądu Parysa. Pierwsza wersja (1508) powstała techniką drzeworytu, a kolejne na płótnie.
Na każdym obrazie znajdują się trzy nagie boginie, Parys i Merkury. Parys siedzi po lewej stronie. Ukazany został w zbroi, co nawiązuje do średniowiecznej wersji mitu, w którym zabłądził podczas polowania i, zmęczony poszukiwaniem właściwej drogi, postanowił odpocząć przy drzewie. Podczas snu nawiedził go Merkury – posłaniec bogów wraz z trzema boginiami. Obudzony i oszołomiony widokiem nagich kobiet miał wybrać, która jest najpiękniejsza. W XIX wieku uważano, iż opowiedziana historia jest ilustracją do średniowiecznej legendy angielskiej. Jej bohaterem był rycerz Albonack, który miał trzy córki i chciał jedną z nich wydać za króla. Mężczyzną siedzącym na ziemi miał być ów król, a starcem w zbroi, Albonack.
Według tradycji Parys jest młodym chłopcem i tak przedstawiali go artyści. Cranach w niektórych wersjach odszedł od tej tradycji i bohater opowieści jest starszym mężczyzną. Tak jest w wersjach z Saint Louis Art, Royal Collection oraz na obrazie z niemieckiej kolekcji muzealnej w Karlsruhe.
Obok Parysa zawsze stoi Merkury. Ukazany w egzotycznym stroju bardziej przypominającym maga niż wysłannika bogów lub niemieckiego żołnierza. We wszystkich wersjach jest starym i brodatym mężczyzną. Najczęściej zamiast złotego jabłka trzyma szklaną kulę, która nawiązywała do wyboru jaki ma dokonać Parys. W niektórych wersjach starzec trzyma w ręku złote jabłko (Saint Louis Art) lub kaduceusz (Metropolitan Museum of Art).
Po prawej stronie w różnych pozycjach stoją nagie boginie. W niektórych wersjach bardzo trudno jest je zidentyfikować. Tylko na obrazie z Saint Louis Art można z dużym prawdopodobieństwem rozpoznać Wenus, która trzyma dłoń na złotym jabłku i ma na głowie czerwoną ozdobę wyróżniając się tym od innych. W pozostałych wersjach ważniejszy był akt kobiecy i studium ciała widocznego z trzech stron. Erotyzmu dodaje jedna z bogiń, która w każdej wersji zalotnie spogląda w stronę widza.
Tłem dla rozgrywanej sceny jest górzysty pejzaż z bardziej lub mniej widocznymi murami miasta i zamkiem. Nad boginiami unosi się Amor, celujący z łuku w stronę swojej matki Wenus.